# Bryna stoliczkana
Bryna stoliczkana är en fjärilsart som beskrevs av Felder 1865. Bryna stoliczkana ingår i släktet Bryna och familjen juvelvingar. Inga underarter finns listade i Catalogue of Life.